# Ina Balke
Ina Balke (* 1937) ist ein ehemaliges deutsches Fotomodell der 1950er- und 1960er-Jahre. Ihren Lebensabend verbringt sie in Uster.

## Werdegang
Als Kind war sie aus Berlin zusammen mit ihrer Mutter zuerst nach Polen evakuiert worden und von dort 1945 wieder nach Deutschland geflohen. Vor ihrer Modelkarriere war Balke Fotolaborantin.
Ina Balke wurde von dem deutschen Modefotografen Walter E. Lautenbacher in den 50er Jahren entdeckt. Balke war mit Lautenbacher mehrere Jahre liiert, er förderte sie und machte sie durch seine Arbeiten in der Öffentlichkeit bekannt. Auch die bedeutende deutsche Modefotografin Regina Relang arbeitete viel und oft mit Balke.
Nach den Wahlen bei Schönheitswettbewerben zur "Miss Regensburg" und "Miss Unglaublich" wurde Balke in den folgenden Jahren das bekannteste und meistfotografierte deutsche Fotomodel ihrer Zeit. Sie arbeitete erfolgreich in Paris und New York und erlangte Weltruhm, unter anderem mit dem Modefotograf Ted Russell. Unter anderem wurde sie als erste Deutsche sowie als zweite Nicht-US-Amerikanerin offizielle Markenbotschafterin der Kosmetik-Marke Revlon.
Nach der Trennung von Lautenbacher hatte Balke eine langjährige Beziehung mit dem französischen Fotografen Jeanloup Sieff.
Die Fotografen Walter E. Lautenbacher, Regina Relang und Jeanloup Sieff gelten als Schlüsselpersonen in der Karriere Balkes, da sie maßgeblich zu ihrem Erfolg als heutzutage so genanntem Topmodell beitrugen.